# Deen
Deen (ディーン Dīn) é uma banda de música popular japonesa, formada em 1992. Os membros foram mudados frequentemente, até o lançamento do primeiro álbum e, a partir daí, a banda teve quatro membros: o vocalista e letrista Shuichi Ikemori, o tecladista e líder Koji Yamane, o guitarrista Shinji Tagawa e o baterista Naoki Utsumoto. Utsumoto e Tagawa deixaram o grupo em janeiro de 2000 e março de 2018, respectivamente. A banda já vendeu mais de 15 milhões de discos compactos.

## História
Na agência de "Being". Wesugi (vocalista original com Wands) e Tetsuro Oda que compôs a música "Konomama Kimidake wo Ubaisaritai".no início o grupo foi formado só para cantar esta canção. A banda estreou com o single em 10 de março de 1993. O single foi certificado em um milhão de cópias vendidas pela Recording Industry Association of Japan (RIAJ). Sua canção "Hitomi Sorasanaide" lançada em 1994, escrito por Izumi Sakai e Tetsuro Oda, chegou a ficar em número um na posição da Oricon japonesa. O seu primeiro álbum foi DEEN com certificado de um milhão de cópias vendidas por RIAJ.
 
O grupo parecia inicialmente ser apenas um projeto, mas eles começaram a realizar shows ao vivo em 1996. Eles também começaram a liberar seus singles auto-produzidos, mas as suas vendas diminuíram. Sua canção "Yume de Aru Youni" lançada em 1997, escrita por eles, foi adotado por Tales of Destiny. Já não era capaz de chegar a Top 10 na Oricon. Mas para os fãs, esta canção permaneceu popular, por mais de uma década.
Em 1998, a banda, em parte, mudou-se para BMG Japão sob o rótulo Berg, que consistia em o "Being" artistas da agência. Desde 1999 com o single "Just One", quase todos os singles foram produzidos por eles, mas Utsumoto deixou Deen em 2000. Eles introduziram a música clássica em sua música. Em 2002, eles lançaram uma versão cover de Kyu Sakamoto "Miagete Goran Yoru no Hoshi o", com a violinista Diana Yukawa. Eles começaram a chamar o seu estilo "neo-AOR" após álbum Pray
A banda completamente transferida do "Being" agência para BMG Japão em 2003. Seu próximo álbum Utopia, lançado em 5 de novembro de 2003, contou com a ajuda de Al Schmitt. Em 2006, gerente de beisebol Bobby Valentine participou do videoclipe de sua canção "Diamond". Em 8 de junho de 2008, eles realizaram o seu primeiro show ao vivo no Nippon Budokan. Em 10 de dezembro de 2008, eles lançaram o single "Eien no Ashita", aprovada pela Tales of Hearts. O single estreou na posição #6 na Oricon gráficos individuais semanais. Foi a posição mais alta depois de 1996. Até agora, eles lançaram 44 singles, 15 álbuns de estúdio, 6 melhores álbuns, 2 ao vivo e 3 álbuns de capa.